# Роберт Едвардс
Роберт Џефри Едвардс (енгл. Robert Geoffrey Edwards; Манчестер, 27. септембар 1925 — Кембриџ, 10. април 2013) био је британски физиолог, научник и пионир у лечењу неплодности применом методе вештачке оплодње. За допринос развоју репродуктивне медицине и вештачке оплодње ин витро, Едвардсу је 2010. додељена Нобелова награда за физиологију или медицину.

## Живот и каријера
Роберт Едвардс, је рођен 27. септембра 1925. у Манчестеру, Енглеска. После завршетка гимназије у Манчестеру једно време је служио у британској војсци. Студирао је пољопривреду на Универзитету Бангор, у Велсу, и докторирао „генетику животиња“ на Бангор Универзитету у Единбургу, у Шкотској, 1955.. Године 1963. приступио је Универзитет у Кембриџу, на коме је обављао дужност сарадник у Черчиловом колеџу.
Едвардсова супруга Рут Фаулер Едвардс је унука физичар Ернест Радерфорд и ћерка физичар Ралф Фаулера. Едвардс је отац петоро кћери и деда 11 унучади.
Као пензионисани професор репродуктивних наука на Универзитету у Кембриџу, Роберт Едвардс умро је, у 87. години живота, 10. априла 2013. у Кембриџу.

## Дело
Роберт Едвардс је своја научна истраживања започео током педесетих година 20. века, након што је схватио да вантелесна фертилизација може да представља могући одговор на неплодност. Заједно са колегом Патриком Стептоумом (1913—1988), они су 1968. године развили методу вантелесне оплодње јајне ћелије.
Четири године касније Едвардс и Стептоумом су применили замену ембриона у неплодним мајкама, али се неколико трудноћа завршило спонтаним побачајем. Едвардс и Стептоумом су 1977. покушали са новом терапијом којој није претходила хормонска стимулација јајника, већ се она заснивала на прецизно програмираном времену оплодње. У јулу наредне 1978. године рођена је Луиз Браун, прва беба из епрувете.
Едвардс и Стептоумом са својим сарадницима су у току свог истраживачког рада били суочени са бројним проблемима, укључујући велики број критика и тужби и недостатак материјалних средстава за истраживања. Након што су били одбијени од стране многих званичних медицинских институција, њихови покушаји наишли су и на непријатељски став опозиције и бројних верских организација, укључујући и одбијање британске владе да финансијски подржи истраживања, што је Едвардса и Стептоума приморало да се окрену помоћи приватних донатора.
Професор Стептоум је преминуо 1988. тако да је даљи рад, битку са проблемима и истраживања Едвардс наставио самостално као научник и уредника медицинских часописа.
Захваљујући методи коју су развила ова два научника до 2010. у свету је рођено више од четири милиона беба овим путем. Сматра се да тренутно, вештачком оплодњом, светлост дана угледа два до три одсто деце од укупног броја новорођенчади.
Роберту Едвардсу за његов допринос лечењу неплодности вештачким оплодњом, у његовој 85 години, додељена је Нобелова награда за физиологију или медицину. „Данас визија Роберта Едвардса представља стварност и доноси радост у живот неплодних људи широм света“, (Образложење Комитета за доделу Нобелове награде). Нажалост због болести, Едвардс није могао да лично прими Нобелову награду.

### Критике
Међутим, нису сви реаговали са одушевљењем на вест о додели Нобеловог признања Роберту Едвардсу. Игњацио Караско де Паула, портпарол Понтифицијалне Академије Наука, у Ватикану, у свом тексту наводи:
Овакав избор уопште није у реду, јер овакво лечење неплодности поставља и многа етичка питања...јер су медицинска истраживања вештачке оплодње довела со уништавањем великог броја људских ембриона. Свакако да је вештачка оплодња ново и важно поглавље у људској репродукцији... каао и да, без Едвардсовог рада, не би било ни тржишта за људска јаја, као ни безброј фрижидера испуњених ембрионима широм света. У најбољем случају, она (нап. јајне ћелије) се преносе у материцу, али најчешће завршавају напуштена или умиру, што је проблем за који је одговоран овогодишњи добитник Нобелове награде.

## Галерија
- Роберт са колегама 2010.

## Признања
- Године 1984, изабран је за члана Краљевског друштва и додељен му је Орден Британске империје.[11]
- Године 1994, постао је почасни доктор Универзитет у Валенсији (Шпанија ).
- Године 2001, Ласкерова награда за клиничка истраживања у медицини[12]
- Године 2007, на ранг листи Дејли телеграфа „Сто највећих живих генија“,  Едвардс је заузео 26 место.[13]
- Године 2010, Нобелова награда за физиологију или медицину.[14]